# Герцзе (повіт)
32°18′11″ пн. ш. 84°03′43″ сх. д. / 32.30315° пн. ш. 84.06199° сх. д.
Герцзе (кит. 勐腊县, пін. Găizé Xiàn, трансліт. Gêrzê) — один із повітів КНР у складі префектури Нгарі, Тибетський автономний район. Адміністративний центр — містечко Герцзе.

## Географія
Герцзе у середньому лежить на висоті близько 4700 метрів над рівнем моря (перепад висот у діапазоні від 4416 до 6962 метрів над рівнем моря) у центрі плато Чангтан (регіон У-Цанг).

### Клімат
Повіт знаходиться у зоні так званої «гірської тундри», котра характеризується кліматом арктичних пустель. Найтепліший місяць — липень із середньою температурою 12,8 °C. Найхолодніший місяць — січень, із середньою температурою -11,7 °С.
| Клімат повіту Герцзе    | Клімат повіту Герцзе | Клімат повіту Герцзе | Клімат повіту Герцзе | Клімат повіту Герцзе | Клімат повіту Герцзе | Клімат повіту Герцзе | Клімат повіту Герцзе | Клімат повіту Герцзе | Клімат повіту Герцзе | Клімат повіту Герцзе | Клімат повіту Герцзе | Клімат повіту Герцзе | Клімат повіту Герцзе |
| Показник                | Січ.                 | Лют.                 | Бер.                 | Квіт.                | Трав.                | Черв.                | Лип.                 | Серп.                | Вер.                 | Жовт.                | Лист.                | Груд.                | Рік                  |
| Середній максимум, °C   | −2,9                 | −0,8                 | 3,5                  | 8,1                  | 12,8                 | 18                   | 20,1                 | 18,5                 | 15,7                 | 8,1                  | 2,5                  | −1,6                 | 8,5                  |
| Середня температура, °C | −11,7                | −8,9                 | −4,5                 | 0                    | 4,7                  | 10                   | 12,8                 | 11,6                 | 8,5                  | 0,1                  | −6,9                 | −11,2                | 0,4                  |
| Середній мінімум, °C    | −21,4                | −18,6                | −14                  | −8,9                 | −3,5                 | 2,1                  | 6                    | 5,5                  | 1,5                  | −8,1                 | −15,9                | −20,7                | −8                   |
| Норма опадів, мм        | 0.8                  | 0.7                  | 1.2                  | 2.3                  | 7                    | 22.6                 | 48.2                 | 59.8                 | 22.6                 | 4.8                  | 0.6                  | 0.7                  | 171.3                |
| Вологість повітря, %    | 28                   | 25                   | 25                   | 28                   | 33                   | 38                   | 47                   | 55                   | 44                   | 31                   | 26                   | 28                   | 34                   |
| ----------------------- | -------------------- | -------------------- | -------------------- | -------------------- | -------------------- | -------------------- | -------------------- | -------------------- | -------------------- | -------------------- | -------------------- | -------------------- | -------------------- |
| Джерело: data.cma.cn    |                      |                      |                      |                      |                      |                      |                      |                      |                      |                      |                      |                      |                      |